# Svante Rasmuson
Svante Rasmuson (né le 18 novembre 1955 à Uppsala) est un pentathlonien suédois. Il participe aux Jeux olympiques d'été de 1980 où il remporte la médaille de bronze dans l'épreuve par équipe puis aux Jeux olympiques d'été de 1984 où il remporte la médaille d'argent dans la compétition en individuel.

## Palmarès

### Jeux olympiques
- Jeux olympiques de 1980 à Moscou,  Union soviétique
  -  Médaille de bronze dans l'épreuve par équipe.
- Jeux olympiques de 1984 à Los Angeles,  États-Unis
  -  Médaille d'argent dans l'épreuve individuelle[1].